# 1660-ті до н. е.

## Події
- Єгипет: Другий перехідний період, одночасне правління (1802–1650 роки до н. е.):
  - Верхній Єгипет: XIII династія;
  - Нижній Єгипет: XIV династія;